# ダークサイド・ブルース
『ダークサイド・ブルース』（Darkside Blues）は、原作：菊地秀行、作画：あしべゆうほによる日本の漫画作品、およびそれを原作としたアニメ映画。

## 概要
『Candle』（秋田書店）にて、1987年vol8から1988年vol13まで連載された。
菊地は本作の設定が気に入ったようで、同じような「世界を掌握する超巨大企業とそれに対するレジスタンス、および謎の人物」という設定で『虚空王』、『イラストレイテッド・ブルース』を執筆している。『イラストレイテッド・ブルース』での企業名は本作と同じく「ペルソナ・センチュリー」である。

## ストーリー
近未来、地球は超巨大企業「P.C」（ペルソナ・センチュリー）により、約9割の土地を支配されていた。
残りの1割は「ダークサイド」と呼ばれており、その1割の中にはかつての日本の新宿区歌舞伎町があった。
そしてある時、衛星軌道上にある「P.C」本社へ数人のテロリストが潜入するが、1人を除き、全員射殺、捕縛されるという事件が起こった（捕縛されたテロリストも法月たまきの拷問で死亡）。逃げのびた1人、達也は新宿へ逃げ、不良グループ「メシア」のメンバー、舞衣、ケンゾー達と協力し、反旗を翻す計画を立てる。P.Cから送り込まれる刺客を舞衣たちは撃退し、通信妨害を引き起こしているアンテナをお手製ミサイルランチャーで破壊したことで、達也はAPグループと連絡を取ることに成功する。
APグループが達也を回収しようとしたが、それはP.Cに探知されており、達也は射殺されてしまう。ダークサイドは達也とセリアに「修正」と称して夢を見せる。それはAPグループが闘いの末にP.Cを打倒し、2人が笑顔で暮らす未来だった。
セリアは銃を取り、新たなAPメンとなった。

## 登場人物
ダークサイド
舞衣たちと出会った際に、地名を問い、新宿歌舞伎町、別名「ダークサイド」であったことから、ダークサイドを自称する。
「夢治療」と称する治療院を開業する。だが治療ではなく「修正」と本人は言う。
カタリ
歌舞伎町の住人。水晶らしき小さな球体を大事にしていて、滅多に言葉を話すことがない。ダークサイドの修正を受けた様で、その出て行く際の晴れた表情は舞衣も初めて見るほどだった。舞衣曰く「近所の子」。
映画ではラストのカットで続編を示唆する程の禍々しい表情を見せるが、原作漫画にその描写はない。

### メシア
新宿区歌舞伎町を根城にする「不良グループ」。
舞衣
メシアのリーダー。残像も発生する超高速移動を行い、ブレスレットの高出力レーザーを使う。
かつて、紅蓮に強姦されたことがある。そのトラウマを否定し、あれは恋だった、とさえ思い込もうとした。そしてその傷はダークサイドの「修正」の対象とはならなかった。
ケンゾー
見た目は体格の良い大男（原作漫画と映画で最も顔が異なる人物）であるが、専門は電子工学。作中ではボール紙からミサイルランチャーを、ブリキからミサイル（アンチセンサーシステム付き）を製造していた。喧嘩も強く、骨法を使う。
舞衣に実は惚れている。ダークサイドのことは「カブキチョー」と呼ぶ。
クリス
ナイフ使い。襲来する対人ミサイルをナイフで往なして送り返す「死人ナイフ」と言う技を持つ。
セリア
元看護士。メシアのメンバーだったが脱退している。達也を匿う内、彼の情熱や信念に惹かれてゆく。父がより活動的なAPメンだったせいで実家を軌道上から狙い撃ちされ、家族を失い苦労した過去がある。

### P.C
ペルソナ・センチュリー
地球上の9割の土地を所有する超巨大企業。物語終盤では、ヒマラヤ山系を新たに国連より購入し、「地形改造工事」として、そこに隠されていたAP基地を周辺住民もろとも消失させる。
法月蘭土 （ほうづき らんど）
魔王（ルシファー）と称されるP.C社長。
法月紅蓮 （ほうづき ぐれん）
魔人（イーブルマン）と称される法月家長男。
法月炎血 （ほうづき えんじ）
崩壊鬼（クラッシャー）と称される法月家次男。
土を食べ、周囲の生き物を石化させることができる。純粋に戦いを好んでおり、ダークサイドに戦いを挑む。
法月たまき
絞首人（ミス・ストラングラー）
捕まえたテロリスト（AP）に拷問をしかけ、口を割らせる。
法月小夜 （ほうづき さよ）
法月家の中で唯一「まとも」であると言われている。
黒海 （くろうみ）
P.C日本支部を任されている。真っ黒なマスクなどで全身を覆った上にスーツを着ているのは、日光に当たると皮膚が溶けるからだと噂されている。
映画版では、紅蓮の変装であった。

### AP
アルファベットそのままに「エーピー」と読む。アンチ・ペルソナ・センチュリーの意味。P.Cによる支配を良しとせず、レジスタンスを行う。そのメンバーをAPメンと称する。その歴史は古いらしく、劇中で夢酔じいさんの歌う曲は、アンチ・ペルソナの曲として知れ渡っている。
達也
「P.C」本社へ潜入したものの、それは罠であり、達也を残して他のメンバーは殺されるか捕えられるかした。
その身体にはP.Cとの闘いで治る間もなく創られる無数の傷で覆われている。
P.Cを打倒するまでは、家族が殺されても涙を流そうとすまいと誓っている。

## 単行本
大型本、全2巻
1. 『ダークサイド・ブルース』 1巻、秋田書店、1988年9月10日。ISBN 978-4253102148。
2. 『ダークサイド・ブルース』 2巻、秋田書店、1988年12月15日。ISBN 978-4253102155。

新装版、全1巻
- 『ダークサイド・ブルース(ボニータコミックススペシャル)』秋田書店、1993年12月20日。ISBN 978-4253157131。

- 『ダークサイド・ブルース(ボニータコミックスα)』秋田書店、2012年3月16日。ISBN 978-4253260381。

漫画文庫版、全1巻
- 『ダークサイド・ブルース(秋田文庫)』秋田書店、2002年5月10日。ISBN 978-4253260381。

## 映画

### キャスト
- ダークサイド：旺なつき
- 舞衣：三石琴乃
- ケンゾー：大塚明夫
- セリア：岡本麻弥
- 達也：松本保典
- 紅蓮/黒海：堀秀行
- たまき：勝生真沙子
- 炎血：山寺宏一
- カタリ：佐々木望
- 小夜：堀越真己
- 蘭土：石井康嗣
- 陣吾：家中宏
- クリス：三木眞一郎
- 夢酔じいさん：堀内圭三
- 老婆：巴菁子
- 暗殺者Ａ：小室正幸
- 暗殺者Ｂ：小形満
- 女ゲリラ：くればやしたくみ

### スタッフ
- 原作 - 菊地秀行、あしべゆうほ
- 製作：藤原正道、高橋宏和、宮田智行
- 企画：斉 春雄、折田哲郎
- プロデューサー：福与雅子、阿部倫久
- 監督・絵コンテ - 古川順康
- 演出 - 岡尾貴洋
- 脚本 - 関島眞頼
- キャラクターデザイン・総作画監督 - 浜崎博嗣
- メカニック設定 - 高橋しんや
- 作画監督 - 青木哲朗、高橋しんや
- 美術監督 - 砂川千里
- 色彩設定 - 武内和子
- 特殊効果：阿部 郷（グレル工房）
- 撮影監督 - 高橋明彦
- 編集：ＪAY FILM、松村将弘、山森重之
- 音楽 - 外山和彦
- 音響監督 - 藤山房伸
- 音響制作：ザック・プロモーション
- 制作デスク：横井孝
- 制作担当：八木充夫
- 製作 - 東宝、秋田書店、J.C.STAFF
- 配給 - 東京テアトル

### 音楽
- 挿入曲 「ダークサイドブルース」
  - 作詞 - 堀内圭三 / 作曲・編曲 - 野中則夫 / 歌 - 堀内圭三(HOLLY)
- エンディングテーマ「Paradise Lost」 
  - 作詞 - 白峰美津子 / 作曲 - 池毅 / 編曲 - 外山和彦 / 歌 - 旺なつき
- ダークサイド・ブルース・オリジナル・サウンド・トラック（1994年10月19日、EMIミュージック・ジャパン、TYCY-5402）
  1. D・S トーク1
  2. 舞衣とセリア
  3. サディスト
  4. 暗黒への子兆
  5. ダークサイド現わる
  6. D・Sトーク2
  7. ダークサイド・パワー
  8. 秩序崩壊
  9. ダークサイド・ブルース (歌：HOLLY)
  10. 暗殺者
  11. セリアの悲しみ
  12. D・Sトーク3
  13. 舞衣の過去
  14. 一触即発
  15. 支配者への糾弾
  16. ベルソナの奇襲
  17. 幻覚
  18. カタリ現わる
  19. セリアと達也
  20. 怒りを堪えて
  21. D・Sトーク4
  22. 修正する
  23. 決戦
  24. 別れ
  25. Paradise Lost (歌：旺なつき)
  26. Paradise Lost (オリジナル・カラオケ)

### リリース
- ダークサイド・ブルース（1995年3月1日、東宝ビデオ、VHS:TA4597）